# Half-Life 2: Episode Three
Half-Life 2: Episode Three es un videojuego cancelado de disparos en primera persona desarrollado por Valve. Fue planeado como el último de una trilogía de juegos episódicos que continúan la historia de Half-Life 2 (2004). Valve anunció el tercer episodio en mayo de 2006, con un lanzamiento previsto para 2007. Tras el final en suspenso del Episodio Dos (2007), esta se convirtió en una entrega muy esperada. Marc Laidlaw, el escritor de la serie Half-Life, dijo que tenía la intención de que el Episodio Tres terminara el arco de la historia de Half-Life 2.
Tras su anunció, Valve publicó poca información sobre el Episodio Tres, y en 2011, Wired lo describió como vaporware. Finalmente Valve lo canceló y citó como motivos la falta de dirección y las limitaciones del formato episódico. A causa de esto, se retrasó el desarrollo de un nuevo Half-Life hasta que se completara su nuevo motor de juego, Source 2.
Laidlaw dejó Valve en 2016, y en 2017, lanzó una historia corta que los periodistas interpretaron como un resumen de lo que podría haber sido la trama del Episodio Tres, aunque Laidlaw lo negó. Esta sigue al protagonista, Gordon Freeman, mientras viajaba al Ártico y aborda el Borealis, un barco experimental creado por Aperture Science. Después de que Laidlaw publicara la historia, los fanáticos lanzaron varios proyectos para intentar recrear el Episodio Tres. Después de varios juegos de Half-Life cancelados, Valve lanzó un juego de realidad virtual, Half-Life: Alyx (2020).

## Premisa
El episodio tres iba a ser el último de una trilogía de juegos episódicos que continuaría la historia de Half-Life 2 (2004). El episodio uno se lanzó en 2006, seguido del episodio dos en 2007. El presidente de Valve, Gabe Newell, dijo que consideraba la trilogía como el equivalente de Half-Life 3. Según Newell, mientras que en Half-Life original (1998) se vio a G-Man transformar al protagonista, Gordon Freeman, en su herramienta, y en Half-Life 2 se vio a Freeman siendo utilizado por G-Man, en los episodios se vería a G-Man perder el control. En 2009, surgieron informes de que Valve estaba trabajando con lenguaje de señas y con un personaje sordo. Newell dijo que la compañera de Gordon, Alyx Vance, había programado su robot mascota, Dog, para usar lenguaje de señas, inspirándose en una persona sorda de la que estaba enamorada. Marc Laidlaw, el escritor de la serie Half-Life, dijo más tarde que tenía la intención de que el Episodio Tres terminara el arco argumental de Half-Life 2, en cuyo punto "se alejaría de él y se lo dejaría a la próxima generación". Planeo un final similar a los juegos anteriores, con el personaje del jugador, Gordon Freeman, dejado en "un espacio indeterminado, en espera, en un final en suspenso tras otro... Esperaba que cada entrega terminara sin resolución, por los siglos de los siglos."

## Desarrollo

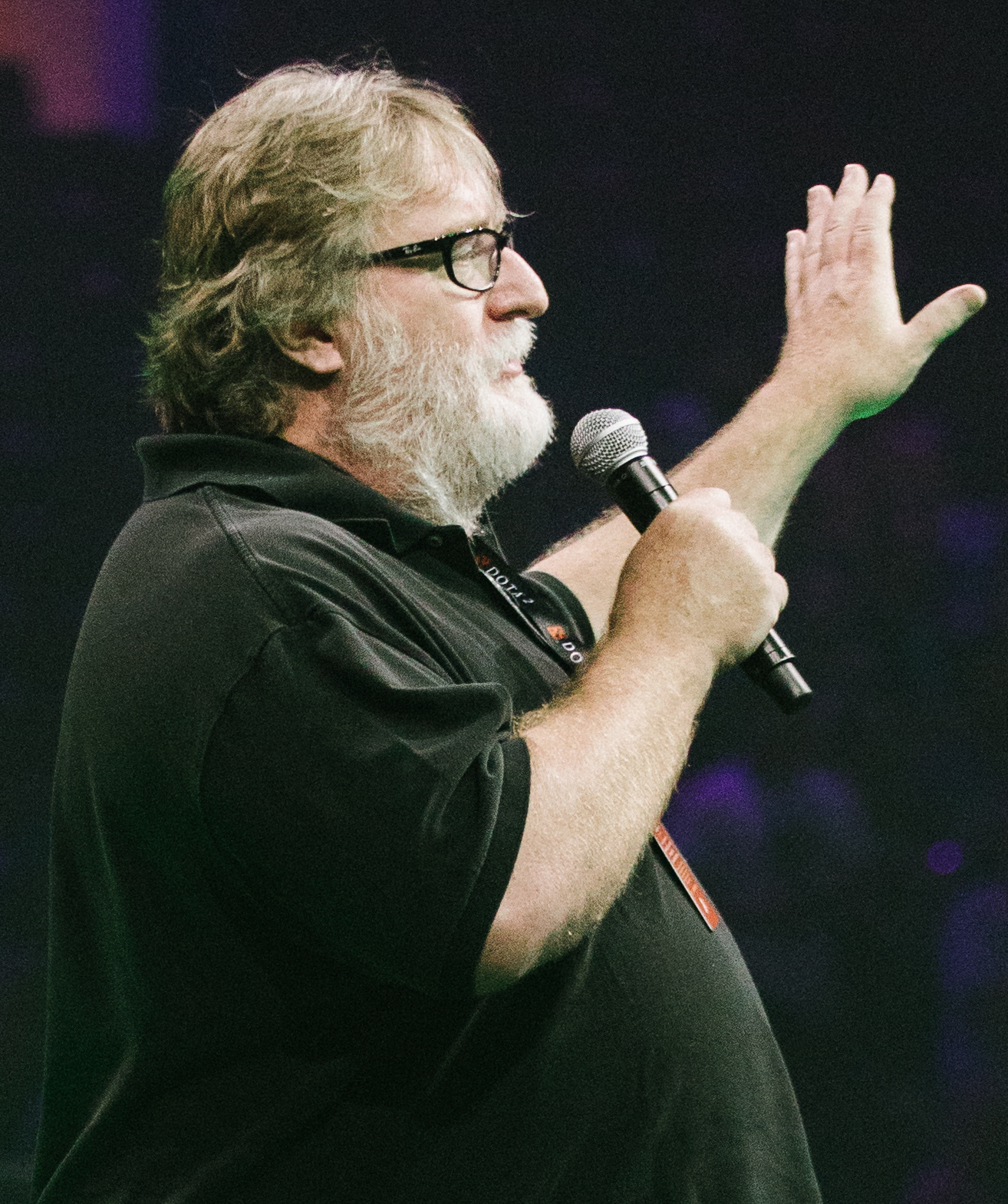
El presidente de Valve, Gabe Newell, en 2018

Valve anunció el episodio tres en mayo de 2006 y planeó lanzarlo en la Navidad de 2007. El arte conceptual apareció por primera vez en internet en 2008. Valve publicó poca información en los años siguientes; aunque Valve todavía hablaba de Half-Life, no había claridad sobre si vendrían más juegos. En marzo de 2010, Newell habló de "ampliar la paleta emocional" de la serie y dijo que el próximo juego de Half-Life podría volver a "asustar genuinamente al jugador". En 2011, dijo: "Pasamos por la fase de episodios, y ahora vamos hacia ciclos cada vez más cortos... Para mí, el 'entretenimiento como servicio' es una clara destilación del modelo de contenido episódico". Ese año, Wired describió el episodio tres como vaporware. Laidlaw se fue en 2016. Más tarde, dijo que se había cansado del género de disparos en primera persona y que se había vuelto "menos interesado en tratar de resolver los problemas de la historia inherentes al estilo narrativo de Half-Life ". Valve finalmente abandonó el desarrollo episódico porque querían crear juegos más ambiciosos. Según el diseñador de niveles Dario Casali, "Nos encontramos cada vez más cerca de decir: 'Bueno, sigamos poniendo más y más, más y más cosas en este juego porque queremos hacerlo lo mejor posible'. y luego nos dimos cuenta de que estos episodios se están convirtiendo más en secuelas". Walker dijo que Valve usó los juegos Half-Life para "resolver alguna colisión interesante de tecnología y arte que se había levantado". Cuando trabajaban en el Episodio Tres, no lograron encontrar una idea unificadora que proporcionara una sensación de "asombro, apertura o expansión". Además, Valve había comenzado a desarrollar un nuevo motor de juego, Source 2. Como el desarrollo de Half-Life 2 y el motor Source original simultáneamente había creado problemas, Valve retrasó el desarrollo de un nuevo Half-Life hasta que se completara Source 2.

## "Epístola 3"

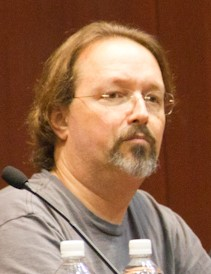
Marc Laidlaw, el escritor de los juegos de Half-Life hasta 2016.

En 2017, un año después de dejar Valve, Laidlaw publicó una historia corta titulada "Epístola 3" en su sitio web. La historia presenta personajes con nombres similares a los personajes de Half-Life, como "Gertie Fremont" para Gordon Freeman. Laidlaw describió la historia como una "instantánea de un sueño que tuve hace muchos años". Sustituyendo a los personajes por sus homólogos de Half-Life, la historia ve a Freeman y la Resistencia Lambda viajar al Ártico para abordar el Borealis, una nave con tecnología extradimensional que le permite viajar erráticamente a través del tiempo y el espacio, donde se enfrentan a una gran variedad de alternativas. versiones de sí mismos de diferentes líneas de tiempo. El grupo toma el control de Borealis y lo pone en curso de colisión con el corazón del imperio Combine. Lo preparan para que se autodestruya tras el impacto, aniquilando el planeta de origen del Combine y paralizando sus fuerzas, pero la explosión no es suficiente para destruir el Combine o su Esfera Dyson. Alyx es secuestrada por G-Man. Justo antes de que Borealis explote, Gordon es rescatado por los Vortigaunts y transportado a un futuro lejano, con la mayor parte de la Resistencia muerta y el éxito de su levantamiento incierto. Los periodistas interpretaron la historia como una sinopsis de lo que podría haber sido la trama del Episodio Tres . Alternativamente, puede haber estado destinado a Borealis, otro proyecto cancelado liderado por Laidlaw. El diseñador Robin Walker negó que la historia hubiera sido el plan de Valve para el Episodio Tres y dijo que probablemente era solo una de las muchas ideas de Laidlaw. En una entrevista de 2023, Laidlaw dijo que la historia no era representativa del Episodio Tres, ya que "todo el desarrollo real de la historia sólo puede ocurrir en el crisol del desarrollo del juego". Dijo que lamentaba haberlo publicado, ya que sentía que había creado problemas a sus antiguos colegas de Valve. Dijo que en ese momento estaba "trastornado" y "completamente desconectado".

## Legado
La historia de la "Epístola 3" de Laidlaw provocó una reacción violenta de los fanáticos que la tomaron como evidencia de que Valve había abandonado la serie Half-Life. Algunos realizaron bombardeo de reseñas al juego Dota 2 de Valve en Steam. Project Borealis, un fangame basado en "Epistle 3", se anunció en noviembre de 2018. El equipo decidió cambiar a Unreal Engine debido a la falta de actualizaciones de Source. Otro equipo comenzó el desarrollo de Boreal Alyph, que no siguió tan de cerca la "Epístola 3". Manifestaron su compromiso de utilizar el motor Source, describiéndolo como una "lucha constante" para modernizar los gráficos debido a la falta de facilidad de uso o documentación del motor. Después de cancelar varios juegos más Half-Life, Valve lanzó un juego de realidad virtual, Half-Life: Alyx , en 2020. Walker dijo que el equipo vio la realidad virtual como una forma de regresar a la serie. Phil Iwaunik de PCGamesN escribió en 2021 que la cancelación del Episodio Tres puede haber beneficiado el legado de Half-Life 2, citando la falta de impacto cultural de Alyx y el "misterio, especulación y melancolía" de una secuela inacabada.